# Оладки

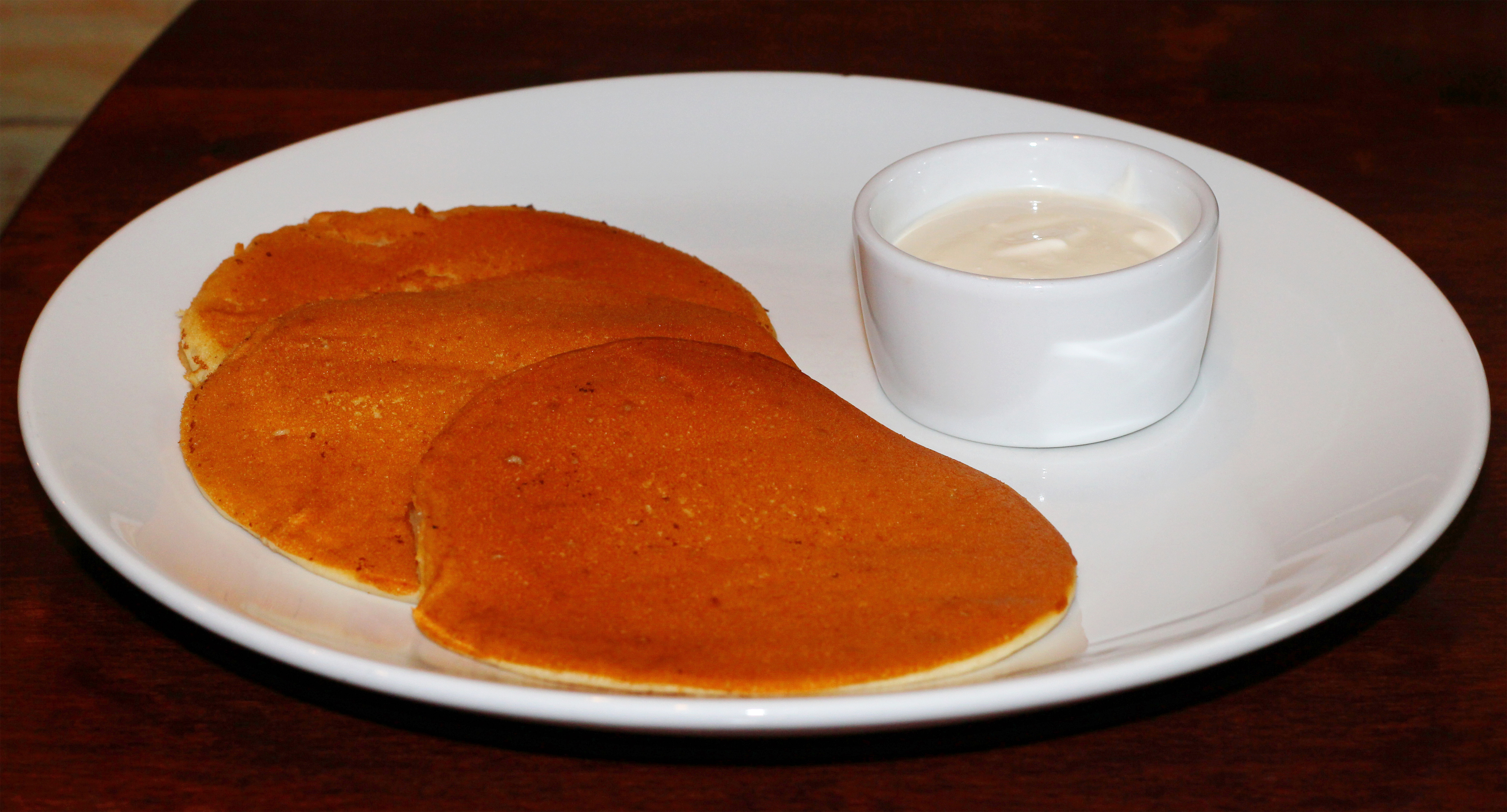

Ола́дки (однина — ола́док, рідше ола́дка), заст. ла́дки, при́сканці — традиційна страва української кухні у вигляді невеликих пухких смажених коржиків з рідкого тіста, замішаного на воді або молоці, на основі борошна та яєць. Може розглядатися як різновид млинців.
Слово «оладок» має грецьке походження: грец. ἐλάδιον < ἔλαιον («олія»).
Оладки за старих часів, як і тепер, готували з густішого тіста, ніж тонкі млинці. Їх пекли з дріжджового або прісного тіста зі збитими білками. На відміну від млинців, їх готували з начинкою (наповнювачем) — у тісто додавали дрібно нарізані яблука, гарбуз, родзинки, сливи (у млинці, натомість, начинку загортають — такі млинці звуть налисниками).

## Рецепти оладків

### Оладки з яблуками

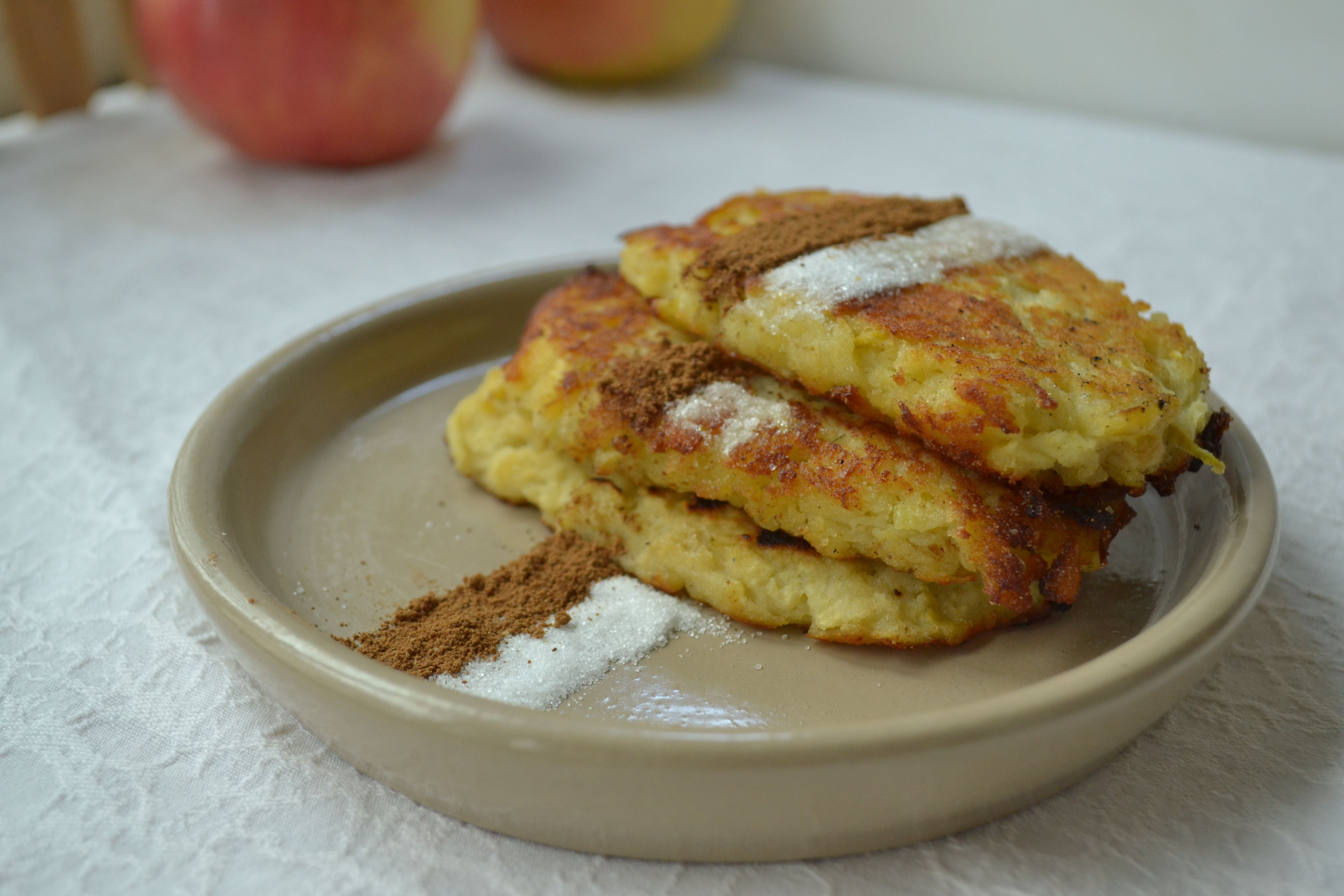
Яблучні оладки

У теплому молоці або теплій воді розвести дріжджі, додати масло, яйця, цукор, сіль і, старанно вимішуючи, поступово всипати борошно, після чого посуд з тістом накрити рушником і поставити у тепле місце, щоб підійшло. Яблука обчистити від шкірки, нарізати тонкими скибочками і перед випіканням покласти у готове тісто, яке піднялось. Смажити оладки на сковороді у розігрітому маслі, причому тісто брати ложкою, змоченою у воді.
500 г борошна, 2 склянки молока або води, 2 яйця, 2 столові ложки вершкового масла, 1 столова ложка цукру, 1/2 чайної ложки солі, 25 г дріжджів, 3-4 яблука